# Call Me If You Get Lost
Call Me If You Get Lost (estilizado em caixa alta; CALL ME IF YOU GET LOST) é o sétimo álbum de estúdio do rapper americano Tyler, the Creator. Foi lançado em 25 de junho de 2021 pela Columbia Records. O álbum é narrado por DJ Drama e conta com participações de 42 Dugg, YoungBoy Never Broke Again, Ty Dolla Sign, Lil Wayne, Domo Genesis, Brent Faiyaz, Lil Uzi Vert, Pharrell Williams, Teezo Touchdown, Fana Hues e Daisy World. Tyler produziu o álbum sozinho, com produção adicional de Jamie xx e Jay Versace.
O álbum marca uma mudança em relação às estéticas mais suaves e melódicas de seus lançamentos anteriores, Igor (2019) e Flower Boy (2017), adotando batidas mais intensas e rimas cruas, reminiscentes de seus primeiros trabalhos. O som do álbum foi influenciado pela série de mixtapes Gangsta Grillz, de DJ Drama, e abrange gêneros como hip hop, pop, jazz, soul e reggae.
Call Me If You Get Lost foi promovido por dois singles: "Lumberjack" e "WusYaName", ambos lançados com videoclipes. O álbum recebeu aclamação generalizada da crítica e foi descrito como uma mistura de estilos, com elementos nostálgicos em sua produção. Alguns críticos compararam o álbum ao seu antecessor, Igor. Ele foi incluído nas listas dos melhores álbuns de 2021 por diversas publicações. O álbum estreou em primeiro lugar na parada Billboard 200 dos Estados Unidos, tornando-se o segundo álbum de Tyler a atingir o topo da parada. Em 2022, venceu o prêmio de Melhor Álbum de Rap no Grammy Awards, sendo a segunda vitória de Tyler na categoria.

## Conceito
A capa do álbum retrata um cartão de identificação para um personagem chamado "Tyler Baudelaire". Alguns críticos interpretaram isso como uma referência ao poeta francês Charles Baudelaire. No entanto, Tyler afirmou que essa conexão não é intencional, explicando que a referência vem de Desventuras em Série, de Lemony Snicket, pois admirava a dinâmica entre os órfãos Baudelaire. De acordo com Matthew Ismael Ruiz, da Pitchfork, "Baudelaire, o personagem que Tyler interpreta ao longo do álbum, é um representante de sua nova visão de mundo—e de sua incapacidade de transformar essa sofisticação no relacionamento dos seus sonhos". A obra mais famosa de Charles Baudelaire, Les Fleurs du mal (1857), foi "originalmente banida por ser muito explícita, e o próprio Baudelaire foi processado por indecência", um paralelo à evolução de Tyler, que passou de um "adolescente revoltado que usava linguagem chocante para chamar atenção a um homem sensível, mas com um lado travesso". Luke Morgan Britton, da NME, também traçou uma comparação entre os dois, destacando que ambos "estiveram fixados no conflito entre romance e realismo, luxo e amor, beleza e morte, talentos e controvérsias".
Inicialmente, quando Tyler revelou a arte de capa de Call Me If You Get Lost, muitos acreditaram que ela havia sido inspirada no álbum Return to the 36 Chambers: The Dirty Version (1995), de Ol' Dirty Bastard. No entanto, Tyler esclareceu que sua verdadeira inspiração veio de "antigos passaportes e cartões de viagem do início dos anos 1900".

## Música

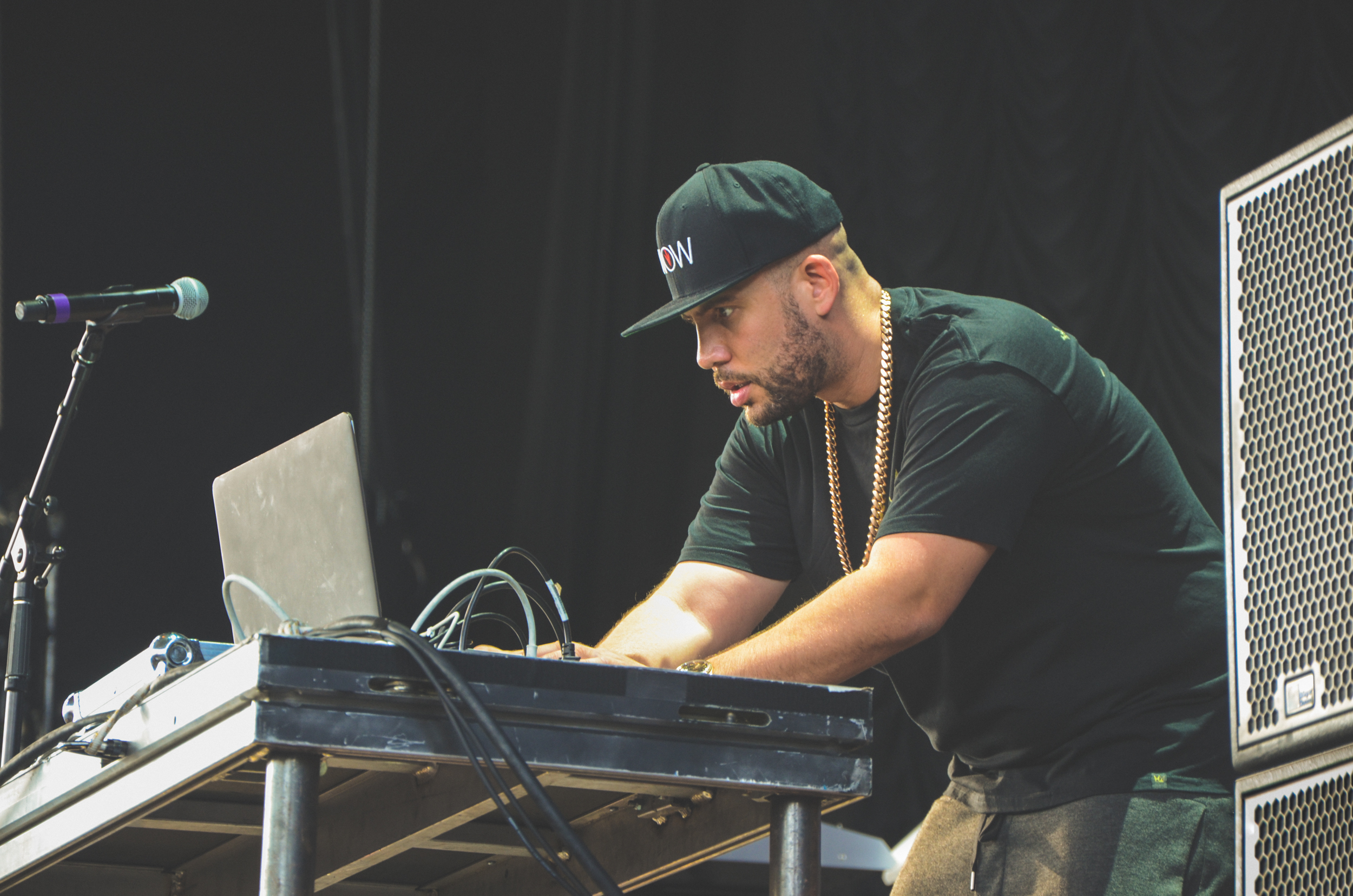
Tyler trabalhou com DJ Drama no Call Me If You Get Lost, conhecido pela sua série de mixtapes Gangsta Grillz.

Luke Morgan Britton, da NME, descreveu Call Me If You Get Lost como "uma culminação abrangente do som sempre mutável de Tyler, mostrando que o crescimento nem sempre é linear e que artistas podem ser várias coisas ao mesmo tempo". Ele também afirmou que o álbum consolida Tyler como um "talento geracional, em excelente forma e continuando a expandir os limites de sua visão e sonoridade caleidoscópica". Alexis Petridis, do The Guardian, elogiou as mudanças estilísticas do álbum, chamando-as de "inesperadas e extremamente impressionantes, o produto de um artista com gostos ecléticos e uma aversão a seguir tendências predominantes". Petridis destacou elementos de synth-pop, soul, reggae e jazz presentes no álbum. Ludovic Hunter-Tilney, do Financial Times, descreveu a produção como "densamente camadas e quixotesca", mencionando que "Lemonhead" alterna entre batidas intensas e uma cacofonia de vozes para um trecho de bossa nova relaxante, enquanto "Massa" transita de um jazz liderado por flauta para um hip hop minimalista.
Comparando com Igor, Roisin O'Connor, do The Independent, afirmou que "a produção em Call Me If You Get Lost é tão sofisticada quanto em Igor, mas há menos uma linha condutora. Igor era um quebra-cabeça devastador de um relacionamento fracassado. Call Me If You Get Lost brinca livremente com seus temas, confiando mais na música para guiar os ouvintes". Segundo Matthew Ismael Ruiz, da Pitchfork, Tyler está "mais habilidoso do que nunca em entrelaçar diferentes ideias em uma música coesa, em vez de apenas juntá-las aleatoriamente". Ele descreveu a produção como um experimento com movimentos sonoros, alternando sons entre os canais esquerdo e direito para criar uma experiência imersiva com fones de ouvido. Embora Call Me If You Get Lost tenha uma narrativa subjacente específica, Ruiz sugeriu que os estilos de produção do álbum contam a trajetória da carreira de Tyler até então, incorporando elementos de R&B pós-Thundercat, uma amostra de horrorcore do Gravediggaz e uma manipulação de Salaam Remi comparável ao trabalho de Kendrick Lamar. Ruiz apontou o álbum como um retorno ao rap, após a sonoridade pop de Igor, mas destacou que Tyler está "claramente a anos-luz de distância das produções minimalistas de seus primeiros discos". Konstantinos Pappis, do Our Culture Mag, descreveu as músicas do álbum como possuidoras de "uma grandeza cinematográfica e arranjos meticulosos que caracterizam o material recente de Tyler". Ele também observou que o som é "maravilhosamente nostálgico", assim como em Flower Boy.
Craig Jenkins, da Vulture, considerou o álbum um retorno ao "estilo ranzinza e despreocupado dos primeiros dias de Tyler", ao mesmo tempo em que reflete "todas as formas como ele mudou desde então". Jenkins destacou que Call Me If You Get Lost se distancia da estética mais suave e sentimental de Igor, favorecendo batidas agressivas e rimas cruas, inspiradas nas mixtapes Gangsta Grillz dos anos 2000 e início dos anos 2010. Chris Deville, do Stereogum, observou que Call Me If You Get Lost carrega influências de álbuns de hip hop de grande sucesso, como The Marshall Mathers LP (2000) e Tha Carter III (2008). Ele também afirmou que "a grandiosidade absoluta do álbum – a produção elaborada e cinematográfica, o elenco impressionante de rappers convidados – lembra os primeiros trabalhos de Kanye West". Além disso, Deville observou que as amostras utilizadas, provenientes de rappers dos anos 1990, remetem à era de ouro do boom bap.
Marcus Shorter, da Consequence, apontou que a autoconsciência domina a segunda metade do álbum. Ele também destacou que o romance é um tema recorrente nessa parte do disco, afirmando que "essa jornada inclui desilusões amorosas, pois nenhum álbum de Tyler, The Creator, estaria completo sem romance". Shorter fez uma análise detalhada da faixa "Wilshire", dizendo que "Tyler tropeça nas palavras e murmura partes de uma história triste, soando como alguém que ainda não está pronto para encarar a verdade. Em um álbum repleto de versos impactantes de um artista que sempre se expressa com convicção, Wilshire representa um raro momento em que sentimos que ele está se contendo. O ego é colocado de lado por uma música, desfocando ainda mais a linha entre o homem, o personagem e o alter ego".

## Lançamento e promoção
m 9 de junho de 2021, um outdoor promocional para o álbum Call Me If You Get Lost foi avistado em Los Angeles, seguido por avistamentos semelhantes em outras grandes cidades ao redor do mundo. O outdoor exibia o título do álbum e um número de telefone, +1 (855) 444-8888. Ao ligar, os ouvintes ouviam uma gravação de uma conversa entre Tyler e sua mãe, que posteriormente foi incluída no álbum como a faixa "Momma Talk". Pouco depois, foi descoberto um site que fazia referência ao outdoor e ao número de telefone, sugerindo outro elemento da campanha promocional. Posteriormente, o áudio reproduzido ao ligar para o número foi alterado para um trecho da música "Rise!". Em 15 de junho, Tyler tuitou o número de telefone exibido nos outdoors na semana anterior, confirmando seu envolvimento na campanha.
Em 14 de junho de 2021, Tyler divulgou um teaser com uma prévia de sua nova música em um vídeo curto intitulado "Side Street", no qual aparece segurando um cachorro enquanto beija uma mulher. O vídeo também conta com a participação de Taco Bennett, membro do Odd Future, próximo ao final. A direção foi assinada por Tyler sob seu alter ego Wolf Haley. Em 16 de junho de 2021, Tyler lançou o single "Lumberjack", acompanhado de um videoclipe curto, também dirigido por ele sob o nome Wolf Haley. A música contém um sample de "2 Cups of Blood", do grupo Gravediggaz.
No dia seguinte, 17 de junho, Tyler confirmou oficialmente o título do álbum como Call Me If You Get Lost e anunciou sua data de lançamento para 25 de junho. Ele também revelou a arte da capa e uma linha de produtos promocionais através de sua marca de streetwear Golf Wang. Em 22 de junho de 2021, Tyler lançou o segundo single do álbum, "WusYaName", com participação do rapper YoungBoy Never Broke Again e do cantor Ty Dolla Sign. A música foi acompanhada por um videoclipe dirigido por Tyler. Incorporando elementos do R&B dos anos 1990, a canção utiliza um sample de "Back Seat (Wit No Sheets)", do grupo H-Town, e apresenta uma sonoridade mais próxima de seus álbuns anteriores em contraste com o estilo mais agressivo de "Lumberjack". Em 23 de junho de 2021, Tyler divulgou um novo teaser do álbum no formato de um esquete de comédia intitulado "Brown Sugar Salmon". No vídeo, Tyler, apresentado como "Sir Baudelaire", aparece em um trem tentando fazer um pedido de refeição sem sucesso.
Após o lançamento do álbum em 25 de junho de 2021, Tyler divulgou um videoclipe para a faixa "Juggernaut". Apesar de a música contar com versos de Lil Uzi Vert e Pharrell Williams, apenas Tyler aparece no vídeo. Em 29 de junho, um videoclipe para a música "Corso" foi lançado, mostrando Tyler se apresentando em uma festa de aniversário, com a presença de DJ Drama. Em 8 de julho, Tyler lançou um videoclipe para a faixa "Lemonhead", que não inclui o verso convidado de 42 Dugg.

### Turnê
Em 3 de agosto de 2021, Tyler, the Creator anunciou a Call Me If You Get Lost Tour, que teve início em 8 de fevereiro de 2022, em Phoenix, no Footprint Center, e foi concluída em 3 de agosto de 2022, em Melbourne, na Rod Laver Arena. A etapa norte-americana da turnê contou com aproximadamente 35 shows e teve o apoio dos artistas Kali Uchis, Vince Staples e Teezo Touchdown.

### The Estate Sale
Em 27 de março de 2023, Tyler anunciou o lançamento de Call Me If You Get Lost: The Estate Sale, uma edição expandida do álbum contendo faixas que foram gravadas durante o processo de produção original, mas que não entraram na versão final. O anúncio foi acompanhado pelo lançamento do single "Dogtooth", junto com um videoclipe. No Twitter, Tyler explicou que Call Me If You Get Lost foi o primeiro álbum em que gravou diversas músicas que acabaram sendo cortadas da versão final. Em 29 de março de 2023, o segundo single da edição expandida, "Sorry Not Sorry", foi lançado, também com um videoclipe. The Estate Sale foi lançado oficialmente em 31 de março de 2023, junto com um videoclipe para a faixa "Wharf Talk".

## Recepção

### Crítica especializada
| Críticas profissionais | Críticas profissionais |
| Pontuações agregadas   | Pontuações agregadas   |
| Fonte                  | Avaliação              |
| ---------------------- | ---------------------- |
| AnyDecentMusic?        | 8.4/10                 |
| Metacritic             | 88/100                 |
| Avaliações da crítica  |                        |
| Fonte                  | Avaliação              |
| AllMusic               | [ 45 ]                 |
| Clash                  | 8/10                   |
| Evening Standard       | [ 47 ]                 |
| Exclaim!               | 9/10                   |
| Financial Times        | [ 8 ]                  |
| The Guardian           | [ 7 ]                  |
| The Independent        | [ 9 ]                  |
| NME                    | [ 5 ]                  |
| Pitchfork              | 8.4/10                 |
| Rolling Stone          | [ 50 ]                 |

Call Me If You Get Lost foi amplamente aclamado pela crítica. No Metacritic, que atribui uma nota normalizada de até 100 com base em avaliações de publicações profissionais, o álbum recebeu uma média de 88 pontos, com base em 20 críticas. O agregador AnyDecentMusic? atribuiu uma nota de 8,4 de 10, baseada no consenso crítico.
Roisin O'Connor, do The Independent, concedeu ao álbum a nota máxima de cinco estrelas, afirmando que ele representa a "apoteose de todas as obras anteriores de Tyler". O crítico também destacou as transições fluidas entre as faixas. A Clash elogiou a recusa de Tyler em se prender a um único som ou gênero, apontando as faixas "Sweet / I Thought You Wanted to Dance" e "Wilshire" como destaques. David Smyth, do Evening Standard, destacou a sonoridade global do álbum e afirmou que "a música de Tyler continua tão fascinante quanto sempre foi". Alexis Petridis, do The Guardian, mencionou as influências de synth-pop, soul e jazz, afirmando que o álbum "pode levar tempo para ser completamente desvendado, mas claramente não perderá sua qualidade nesse processo". Ryan Rosenberger, do The Line of Best Fit, comentou que o álbum "reforça ainda mais o status de Tyler como um dos melhores artistas de sua geração". Luke Morgan Britton, da NME, afirmou que Call Me If You Get Lost mostra Tyler confrontando temas como cancel culture, seu passado controverso e crescimento pessoal em um álbum "caleidoscópico" que reafirma sua grandeza. O crítico Paul A. Thompson, da Pitchfork, destacou a liberdade criativa de Tyler, afirmando que ele "brinca com tons, escreve de forma pessoal e trata tanto os versos mais agressivos quanto os refrãos mais suaves como experimentos sonoros". Wesley McLean, do Exclaim!, elogiou o álbum como "mais um projeto impressionante de um artista cujo reinado não parece estar perto de terminar".
Sofie Lindevall, da Gigwise, resumiu: "Com seu sexto álbum de estúdio, Call Me If You Get Lost, Tyler inverte tudo novamente, resultando em uma das entradas mais dinâmicas e interessantes de sua discografia até agora." Craig Jenkins, da Vulture, destacou que, além das diversas referências a interiores de Rolls-Royce, barcos luxuosos e viagens internacionais, o álbum essencialmente apresenta "uma história de amor". Matt Mitchell, da Paste Magazine, concedeu ao álbum uma nota de 8,7 de 10, afirmando que sua maior conquista está na forma como "lembra a todos os ouvintes que os primeiros trabalhos da discografia de um artista não são partes do passado destinadas ao esquecimento". David Crone, para o AllMusic, elogiou a complexidade do álbum, afirmando que "a música de Tyler sempre foi um mosaico de influências crescentes, e Call Me If You Get Lost é sua obra mais complexa até o momento". Jeff Ihaza, da Rolling Stone, descreveu o álbum como um sinal da maturidade artística de Tyler, chamando-o de "um dos trabalhos mais envolventes do rap contemporâneo" e o melhor álbum de sua carreira até então.

### Classificações
| Publicação/Crítica   | Lista                                       | Posição | Ref.   |
| -------------------- | ------------------------------------------- | ------- | ------ |
| Billboard            | The 50 Best Albums of 2021                  | 2       | [ 54 ] |
| Complex              | The Best Albums of 2021                     | 1       | [ 55 ] |
| Entertainment Weekly | The 10 Best (and 3 Worst) Albums of 2021    | 4       | [ 56 ] |
| Exclaim!             | 50 Best Albums of 2021                      | 4       | [ 57 ] |
| The Guardian         | The 50 Best Albums of 2021                  | 5       | [ 58 ] |
| The New York Times   | Jon Pareles' Best Albums of 2021            | 10      | [ 59 ] |
| The New York Times   | Jon Caramanica's Best Albums of 2021        | 8       | [ 59 ] |
| The New York Times   | Lindsay Zoladz's Best Albums of 2021        | 2       | [ 59 ] |
| NME                  | The 50 Best Albums of 2021                  | 5       | [ 60 ] |
| Paste                | The 50 Best Albums of 2021                  | 6       | [ 61 ] |
| Pitchfork            | The 50 Best Albums of 2021                  | 3       | [ 62 ] |
| Rolling Stone        | The 50 Best Albums of 2021                  | 4       | [ 63 ] |
| Rolling Stone        | The 20 Best Hip-Hop Albums of 2021          | 3       | [ 64 ] |
| Rolling Stone        | The 200 Greatest Hip-Hop Albums of All Time | 46      | [ 65 ] |

### Prêmios da indústria
| Ano  | Premiação          | Categoria           | Resultado | Ref.   |
| ---- | ------------------ | ------------------- | --------- | ------ |
| 2021 | BET Hip Hop Awards | Álbum do Ano        | Venceu    | [ 66 ] |
| 2022 | BET Awards         | Álbum do Ano        | Indicado  | [ 67 ] |
| 2022 | Grammy Awards      | Melhor Álbum de Rap | Venceu    | [ 68 ] |

## Desempenho comercial
Call Me If You Get Lost estreou em primeiro lugar na Billboard 200 dos Estados Unidos, com 169.000 unidades equivalentes a álbuns vendidas na primeira semana, incluindo 55.000 cópias em vendas puras. Este foi o segundo álbum de Tyler a alcançar o topo da parada. O álbum também acumulou um total de 152,96 milhões de streams sob demanda de suas faixas. O álbum voltou a ocupar a primeira posição da Billboard 200 em abril de 2022, após o lançamento da versão em vinil, tornando-se o primeiro álbum de hip-hop a registrar a maior semana de vendas de vinil, com 49.000 cópias vendidas. Em 22 de fevereiro de 2022, foi certificado ouro pela Recording Industry Association of America (RIAA) por atingir 500.000 unidades vendidas nos Estados Unidos. Em 23 de abril de 2023, recebeu certificação de platina ao ultrapassar a marca de um milhão de unidades vendidas. Call Me If You Get Lost é o primeiro e único álbum a atingir o topo da parada Top R&B/Hip-Hop Albums em três anos diferentes: inicialmente em julho de 2021, depois em abril de 2022 com o lançamento da edição em vinil, e novamente em abril de 2023 com o lançamento da edição deluxe The Estate Sale.
Treze faixas do álbum entraram na Billboard Hot 100, com "WusYaName" alcançando o top 20 da parada.

## Lista de faixas
Todas as faixas foram produzidas por Tyler Okonma, exceto quando indicado.
| lista de faixas de Call Me If You Get Lost |                                                                                 | |         |  |
| N.º                                        | Título                                                                          | Compositor(es)                                                                                               | Duração |  |
| 1.                                         | "Sir Baudelaire" (com part. de DJ Drama)                                        | Tyler Okonma Billy Cobham                                                                                    | 1:28    |  |
| 2.                                         | "Corso"                                                                         | Okonma James Asher                                                                                           | 2:26    |  |
| 3.                                         | "Lemonhead" (com part. de 42 Dugg)                                              | Okonma Dion Hayes                                                                                            | 2:10    |  |
| 4.                                         | "WusYaName" (com part. de NBA YoungBoy e Ty Dolla Sign)                         | Okonma Kentrell Gaulden Tyrone Griffin, Jr. Bishop Burrell, Sr. Delando Conner Solomon Conner Darryl Jackson | 2:01    |  |
| 5.                                         | "Lumberjack"                                                                    | Okonma Larry Willis Anthony Ian Berkeley Arnold Hamilton Paul Huston Robert Diggs                            | 2:18    |  |
| 6.                                         | "Hot Wind Blows" (com part. de Lil Wayne)                                       | Okonma Dwayne Carter, Jr. Henry Mancini Norman Gimbel                                                        | 2:35    |  |
| 7.                                         | "Massa"                                                                         | Okonma | 3:43    |  |
| 8.                                         | "RunItUp" (com part. de Teezo Touchdown)                                        | Okonma Aaron Thomas                                                                                          | 3:49    |  |
| 9.                                         | "Manifesto" (com part. de Domo Genesis)                                         | Okonma Dominique Cole Barry White                                                                            | 2:55    |  |
| 10.                                        | "Sweet / I Thought You Wanted to Dance" (com part. de Brent Faiyaz e Fana Hues) | Okonma Christopher Wood Fana Hughes Fil Callender                                                            | 9:48    |  |
| 11.                                        | "Momma Talk"                                                                    | | 1:10    |  |
| 12.                                        | "Rise!" ()                                                                      | Okonma Daisy Hamel-Buffa James Smith                                                                         | 3:23    |  |
| 13.                                        | "Blessed"                                                                       | Okonma | 0:57    |  |
| 14.                                        | "Juggernaut" (com part. de Lil Uzi Vert e Pharrell Williams)                    | Okonma Symere Woods Pharrell Williams                                                                        | 2:26    |  |
| 15.                                        | "Wilshire"                                                                      | Okonma | 8:35    |  |
| 16.                                        | "Safari" (produzido por Tyler Okonma e Jay Versace)                             | Okonma Jahlil Gunter                                                                                         | 2:57    |  |
| Duração total:                             | Duração total:                                                                  | Duração total:                                                                                               | 52:41   |  |

| Versão de CD   |                |         |  |
| N.º            | Título         | Duração |  |
| 16.            | "Fishtail"     | 3:25    |  |
| Duração total: | Duração total: | 53:09   |  |

| lista de faixas de Call Me If You Get Lost: The Estate Sale |                                                      |                                                                                             |         |  |
| N.º                                                         | Título                                               | Compositor(es)                                                                              | Duração |  |
| 17.                                                         | "Everything Must Go"                                 | Okonma                                                                                      | 0:28    |  |
| 18.                                                         | "Stuntman" (com part. de Vince Staples)              | Okonma Vincent Staples                                                                      | 3:20    |  |
| 19.                                                         | "What a Day" (com part. de Madlib)                   | Okonma Michał Urbaniak Otis Jackson                                                         | 3:37    |  |
| 20.                                                         | "Wharf Talk" (com part. de ASAP Rocky)               | Okonma Rakim Mayers                                                                         | 3:24    |  |
| 21.                                                         | "Dogtooth"                                           | Okonma                                                                                      | 2:41    |  |
| 22.                                                         | "Heaven to Me"                                       | Okonma Alexandra Brown Jessyca Wilson John Stephens Kanye West Milton Bland Vaughn Stephens |         |  |
| 23.                                                         | "Boyfriend, Girlfriend (2020 Demo)" (com part de YG) | Okonma Cecil Lyde Keenon Jackson                                                            | 3:24    |  |
| 24.                                                         | "Sorry Not Sorry"                                    | Okonma Franchone Shells Lucile White                                                        | 3:26    |  |
| Duração total:                                              | Duração total:                                       | Duração total:                                                                              | 77:02   |  |

### Créditos de samples
- "Sir Baudelaire" contém trechos de "Siesta", escrita e interpretada por Billy Cobham; e um sample não creditado de "Michael Irvin", interpretada por Westside Gunn.[76]
- "Corso" contém trechos de "Oriental Workload", escrita e interpretada por James Asher.
- "WusYaName" contém samples de "Back Seat (Wit No Sheets)", escrita por Bishop Burrell Sr., Solomon Conner, Delando Conner e Darryl Jackson, e interpretada por H-Town.
- "Lumberjack" contém trechos de "Inner Crisis", escrita e interpretada por Larry Willis; samples de "2 Cups of Blood", escrita por Anthony Ian Berkeley, Arnold Hamilton, Paul Huston e Robert Diggs, interpretada por Gravediggaz; e trechos de "Hihache", interpretada por Lafayette Afro Rock Band.
- "Hot Wind Blows" contém trechos de "Slow Hot Wind", escrita por Henry Mancini e Norman Gimbel, interpretada por Penny Goodwin.
- "Massa" contém trechos de "If It's in You to do Wrong", interpretada por The Impressions.
- "Manifesto" contém samples de "I'm Gonna Love You Just a Little More Babe", escrita por Barry White e interpretada por Jimmy Smith.
- "Sweet / I Thought You Wanted to Dance" contém trechos de "Is Anyone There?", interpretada por Hookfoot; e "Baby My Love", escrita por Fil Callender, interpretada por The In Crowd e Jah Stitch.
- "Safari" contém trechos de "Farewell My Love", escrita por Marvin Redding e interpretada por Ebony Expressions.
- "Fishtail" contém trechos de "Lessie", escrita por Alvin Worthy, Amber Croskey, Thomas Paladino e Eliot Dubock, interpretada por Westside Gunn.
- "What a Day" contém trechos de "A Day in the Park", escrita e interpretada por Michał Urbaniak.
- "Heaven to Me" contém trechos de "Heaven", escrita por Alexandra Brown, Jessyca Wilson, John Stephens, Kanye West e Vaughn Stephens, interpretada por John Legend, que por sua vez sampleia "Heaven Only Knows", escrita e interpretada por Monk Higgins.
- "Boyfriend, Girlfriend (2020 Demo)" contém trechos de "Happy Feeling", escrita e interpretada por Cecil Lyde.
- "Sorry Not Sorry" contém trechos de "He Made You Mine", escrita por Franchone Shells e Lucille White, interpretada por Brighter Side of Darkness.

## Ficha técnica
Os créditos são adaptados das notas do encarte do álbum.

### Músicos
- Fabian Chavez – flauta (faixas 1, 6, 7, 11, 16)
- Devon "Jasper" Wilson – vocais adicionais (faixa 2)
- Lionel Boyce – vocais adicionais (faixas 2, 5)
- Vic Wainstein – vocais adicionais (faixa 2)
- Domo Genesis – vocais adicionais (faixa 5)
- Travis "Taco" Bennett – vocais adicionais (faixa 5)
- DJ Drama – host

### Produtores e Engenheiros
- Tyler, the Creator – produção (todas as faixas), gravação (faixas 1–5, 7–8, 12–13, 16), produção executiva
- Jamie xx – produção (faixa 12)
- Jay Versace – produção (faixa 16)
- Madlib – produção (faixa 19)
- Vic Wainstein – gravação (faixas 2–9, 12–16)
- Jason Goldberg – gravação (faixa 4)
- Mike Larson – gravação (faixa 14)
- Gregory Scott – assistência (faixas 2, 15)
- Ben Fletcher – assistência (faixas 3–5)
- Bobby Mota – assistência (faixas 4, 9)
- Jonathan Pfarr – assistência (faixas 4, 9)
- Josh Sellers – assistência (faixa 6)
- Robert N. Johnson – assistência (faixas 7, 16)
- Sam Morton – assistência (faixa 12)
- Neal H. Pogue – mixagem
- Zachary Acosta – assistência de mixagem
- Mike Bozzi – masterização

### Arte
- Darren Vongphakdy – direção de arte
- Wolf Haley – direção de arte
- Luis "Panch" Perez – fotografia da capa

## Tabelas musicais
| Tabela (2021–2024)                          | Melhor posição |
| ------------------------------------------- | -------------- |
| Austrália Álbuns (ARIA)                     | 2              |
| Áustria Álbuns (Ö3 Austria)                 | 6              |
| Bélgica Álbuns (Ultratop Flandres)          | 5              |
| Bélgica Álbuns (Ultratop Valônia)           | 8              |
| Canadá Álbuns (Billboard)                   | 3              |
| Dinamarca (Hitlisten)                       | 3              |
| Países Baixos (Album Top 100)               | 4              |
| Finlândia (Suomen virallinen lista)         | 7              |
| França (SNEP)                               | 32             |
| Alemanha (Offizielle Top 100)               | 10             |
| Grécia Álbuns (IFPI)                        | 58             |
| Hungria (MAHASZ)                            | 29             |
| Irlanda (OCC)                               | 3              |
| Itália (FIMI)                               | 32             |
| Lituânia Álbuns (AGATA)                     | 3              |
| Nova Zelândia Álbuns (RMNZ)                 | 2              |
| Noruega Álbuns (VG-lista)                   | 4              |
| Polónia (ZPAV)                              | 45             |
| Portugal Álbuns (AFP)                       | 4              |
| Escócia Álbuns (OCC)                        | 13             |
| Espanha (PROMUSICAE)                        | 20             |
| Suécia (Sverigetopplistan)                  | 10             |
| Suíça (Schweizer Hitparade)                 | 4              |
| Reino Unido Álbuns (OCC)                    | 4              |
| Reino Unido R&B Álbuns (OCC)                | 2              |
| Estados Unidos Billboard 200                | 1              |
| Estados Unidos Billboard R&B/Hip-Hop Albums | 1              |

| Tabela (2023)             | Melhor posição |
| ------------------------- | -------------- |
| Dinamarca (Hitlisten)     | 21             |
| Lituânia Álbuns (AGATA)   | 9              |
| Noruega Álbuns (VG-lista) | 8              |
| Polónia (ZPAV)            | 64             |

| Tabela (2021)                               | Posição |
| ------------------------------------------- | ------- |
| Estados Unidos Billboard 200                | 111     |
| Estados Unidos Billboard R&B/Hip-Hop Albums | 49      |

| Tabela (2022)                               | Posição |
| ------------------------------------------- | ------- |
| Austrália Álbuns (ARIA Charts)              | 96      |
| Estados Unidos Billboard 200                | 112     |
| Estados Unidos Billboard R&B/Hip-Hop Albums | 71      |

| Tabela (2023)                               | Posição |
| ------------------------------------------- | ------- |
| Estados Unidos Billboard 200                | 57      |
| Estados Unidos Billboard R&B/Hip-Hop Albums | 41      |

## Certificações
| Região                                                       | Certificação | Unidades/vendas |
| ------------------------------------------------------------ | ------------ | --------------- |
| Canadá (Music Canada)                                        | Ouro         | 40.000‡         |
| Dinamarca (IFPI Danmark)                                     | Ouro         | 10.000‡         |
| França (SNEPI)                                               | Ouro         | 50.000‡         |
| Nova Zelândia (RMNZ)                                         | Ouro         | 7.500‡          |
| Polónia (ZPAV)                                               | Ouro         | 10.000‡         |
| Reino Unido (BPI)                                            | Ouro         | 100.000‡        |
| Estados Unidos (RIAA)                                        | Platina      | 1.000.000‡      |
| ‡vendas+valores de streaming baseados apenas na certificação |              |                 |